# Paradoxo das folhas de chá
O paradoxo das folhas de chá descreve um fenômeno em que as folhas de chá numa xícara de chá migram para o centro e para o fundo da xícara depois desta ser agitada, ao invés de ser forçado para as bordas da taça, como seria de esperar a partir de uma espiral de força centrífuga. A primeira solução veio de Albert Einstein em um artigo de 1926, onde ele usava isso para explicar a erosão nas margens de rios (lei de Baer).

## Explicação

Fluxo secundário que empurra as folhas de chá para o meio.

Mexer o líquido o faz girar dentro do copo. A fim de manter esta trajetória curva, uma força centrípeta em direção ao centro é necessária (semelhante à tensão em uma corda ao girar um balde sobre a cabeça). Isto se deve a um gradiente de pressão para fora (pressão mais elevada na parte de fora do que na parte de dentro). No entanto, perto do fundo e da borda exterior a velocidade do líquido é diminuída pela fricção contra o copo. Ali, a força centrífuga é mais fraca e não pode ultrapassar o gradiente de pressão. Assim, estas diferenças de pressão tornam-se mais importantes para o fluxo de água. Isso se chama camada limite, ou mais especificamente, uma camada de Ekman.
Por causa da força centrífuga, a pressão é mais elevada nas laterais do que no meio. Se todo o líquido rodasse como um corpo sólido, a força para dentro (força centrípeta) iria se equilibrar com a força para fora (força centrifuga) a partir da rotação e não haveria qualquer movimento para dentro ou para fora.
Numa xícara de chá, onde a rotação é lenta na parte inferior, o gradiente de pressão assume e cria um fluxo para dentro ao longo do fundo. Mais acima, em vez disso, o líquido flui para o exterior. Este fluxo secundário viaja para dentro na parte inferior trazendo as folhas para o centro e, em seguida, para cima, para fora e para baixo perto da lateral. As folhas são muito pesadas para subirem, então, elas ficam no meio. Combinado com o fluxo primário de rotação, as folhas irão espiralar para dentro no fundo da xícara.

## Aplicações
O fenômeno tem sido usado para desenvolver uma nova técnica para separar os glóbulos vermelhos do plasma de sangue,  para entender os sistemas de pressão atmosférica, e no processo de fabricação de cerveja em uma etapa conhecida como whirlpool.